# Paul Falk (Musiker)

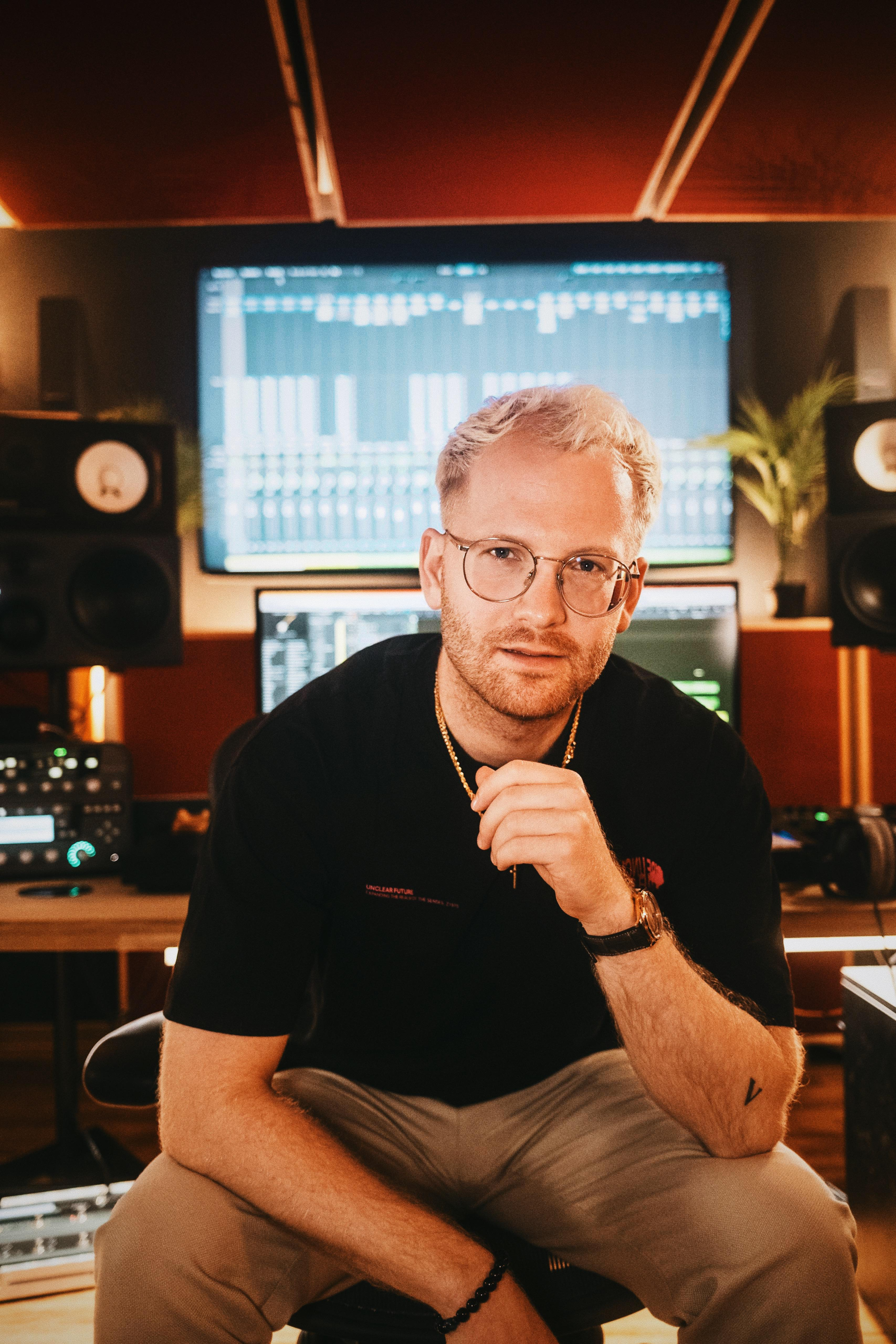
Paul Falk in seinem Tonstudio (2024)

Paul Falk (* 17. Dezember 1996 in Stuttgart-Bad Cannstatt) ist ein deutscher Musiker, Schauspieler, Musicaldarsteller und Synchronsprecher.

## Leben und Karriere
Paul Falk ist der jüngere Sohn des Musikproduzenten Dieter Falk. Im April 2015 machte er am Annette-von-Droste-Hülshoff-Gymnasium im Düsseldorfer Stadtteil Benrath sein Abitur.
Falk ist bereits seit seinem achten Lebensjahr musikalisch aktiv. Er sang Titelrollen in verschiedenen Kindermusicals und fing schon im Alter von neun Jahren an erste Songs am Klavier zu schreiben. Von 2010 bis 2012 war er der Erzähler in dem Pop-Oratorium „Die 10 Gebote“ von Dieter Falk und Michael Kunze, zu dem er auch die Melodie eines Songs schrieb. In dem Pop-Oratorium „Luther“, das am Reformationstag 2015 in der Dortmunder Westfalenhalle seine Uraufführung hatte, sang und spielte Paul Falk die Rolle von Kaiser Karl. Für „Luther“ schrieb er außerdem die Musik zu zwei Songs.
Paul Falk arbeitete auch als Synchronsprecher. In dem Kinofilm „Der kleine König Macius – Der Film“ (2007) lieh er seine Stimme der Figur des kleinen Königs Macius, wobei er kurzfristig den ursprünglich vorgesehenen Sprecher ersetzte. Er wurde für seine Rolle in der Kategorie „Herausragende Nachwuchsleistung“ für den Deutschen Preis für Synchron 2008 nominiert. Er synchronisierte die Figur auch in der zweiten Staffel der gleichnamigen KI.KA-Fernsehserie, die ab dem 7. Oktober 2007 ausgestrahlt wurde. Seine Stimme ist auch seit einigen Jahren die „Control Voice“ des Musicals „Starlight Express“ in Bochum.
Paul Falk ist Mitglied der Familien-Band „Falk & Sons“, die aus seinem Vater Dieter Falk und seinem älteren Bruder Max Falk besteht; Paul Falk ist dort als Keyboarder und Sänger aktiv. Mit „Falk & Sons“ hatte Paul Falk bisher über 120 TV-Auftritte und Konzerte im In- und Ausland. Seit 2011 ist er mit „Falk & Sons“ regelmäßig auf Tournee. Das erste Album „Celebrate Bach“ erschien im November 2011 bei Universal.
Falks Solokarriere begann 2015 mit dem von ihm selbst komponierten Abi-Song „8 lange Jahre“, der zu einem großen Erfolg auf YouTube wurde. Im Juli 2017 erschien sein Debütalbum „1000 Lieder“. 2018 geht er mit dem Album auf Tour.
Daneben spielte Paul Falk in verschiedenen Fernsehserien und -produktionen. Seit 2006 erhält Falk bei seinem Mentor Bernd Capitain privaten Schauspielunterricht in Köln. Er besuchte außerdem Acting Masterclasses in New York City und Los Angeles. In dem Psycho-Thriller Kleine Morde aus dem Jahr 2012 spielte Falk, an der Seite von Uwe Ochsenknecht und Ann-Kathrin Kramer, als Martin Brinkhoff, Sohn eines Richters, seine erste Hauptrolle.
Im Januar 2015 war er in einer Episodenhauptrolle in der Fernsehserie Der Lehrer. Er spielte den „Problemjugendlichen“ Fabian, der nach einem Streit mit seinem Vater, der ihn aufs Internat schicken will, von zu Hause abhaut. In der ZDF-Serie Herzensbrecher – Vater von vier Söhnen ist er seit 2014 in einer Seriennebenrolle zu sehen. Er spielt Julius, den Freund des schwulen Pastorensohns „Tom“ Tabarius (Lukas Karlsch). In der 21. Staffel der ARD-Fernsehserie In aller Freundschaft (2018) hatte er eine Episodenrolle als Musiker; er spielte den Sänger und Frontmann einer Band.
Seit 2023 ist Falk in der Musikbranche als Produzent und Songwriter tätig. Zu seinen Arbeiten gehören Songs für Künstler wie Helene Fischer, DJ Ötzi, Michelle, Howard Carpendale, Anna-Maria Zimmermann und Heino (Ein Gläschen am Morgen). 
Paul Falk lebt aktuell (Stand: Juli 2023) in Düsseldorf.

## Auszeichnungen
- 2008: Nominierung für den Deutschen Preis für Synchron 2008 in der Kategorie „Nachwuchsleistung“

## Filmografie (Auswahl)
- 2007: Der kleine König Macius – Der Film (Stimme)
- 2009: SOKO Köln – Bauerntod (Fernsehserie)
- 2012: Kleine Morde (Kinofilm)
- 2013: Hotel 13 – Special: Rock 'n Roll High School (Fernsehserie)
- 2014: Die Auserwählten (Fernsehfilm)
- 2014–2016: Herzensbrecher – Vater von vier Söhnen (Seriennebenrolle)
- 2015: Der Lehrer – Wo war nochmal der Feuerlöscher? (Fernsehserie)
- 2015: Besser spät als nie (Fernsehfilm)
- 2016: Der Alte – Machtgefühle (Fernsehserie)
- 2016: Alarm für Cobra 11 – Die Autobahnpolizei – König der Diebe (Fernsehserie)
- 2017: Rentnercops – Uns trennt das Leben (Fernsehserie)
- 2017: Tatort: Wacht am Rhein (Fernsehreihe)
- 2018: In aller Freundschaft – Zukunftsklänge (Fernsehserie)
- 2019: Notruf Hafenkante – Unhappy Birthday (Fernsehserie)